# 皮内罗洛圣多拿狄主教座堂
圣多拿狄主教座堂（Cattedrale di San Donato）是天主教皮内罗洛教区的主教座堂，位于意大利皮埃蒙特大区都灵广域市皮内罗洛老城的圣多拿狄广场。主保圣人为圣多拿狄。哥特式建筑。
该堂建于10世纪，14世纪重建，1508年祝圣。1748年皮内罗洛教区成立，该堂遂升格为主教座堂。

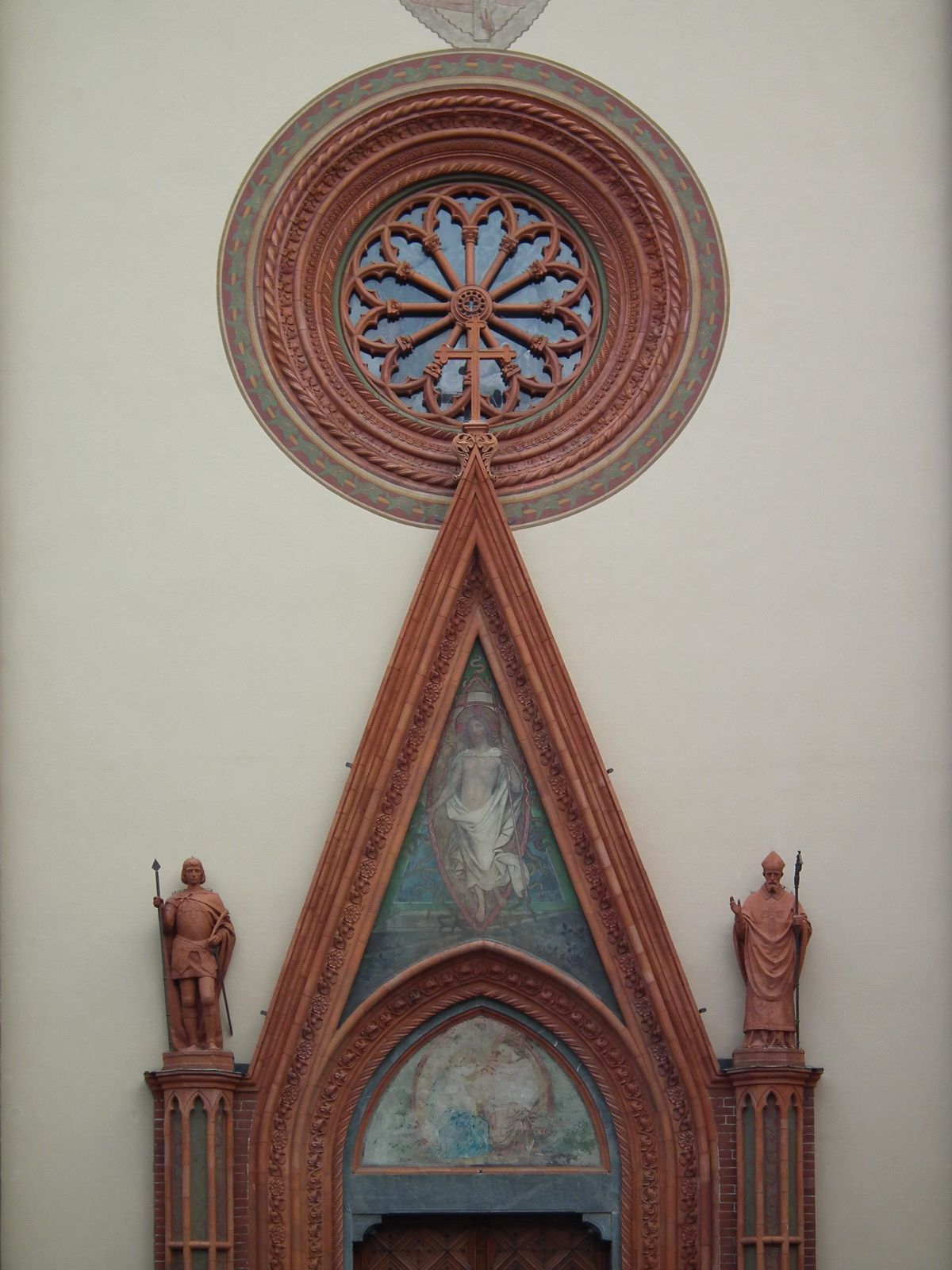
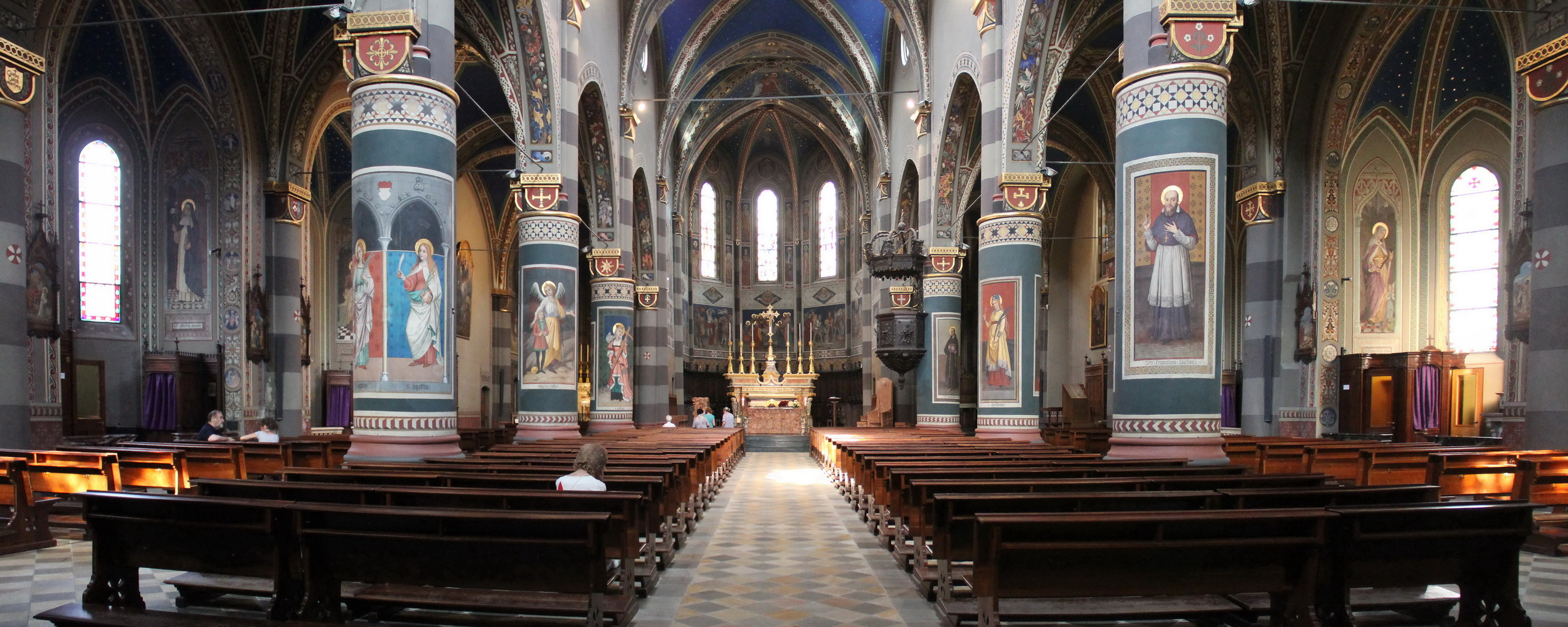
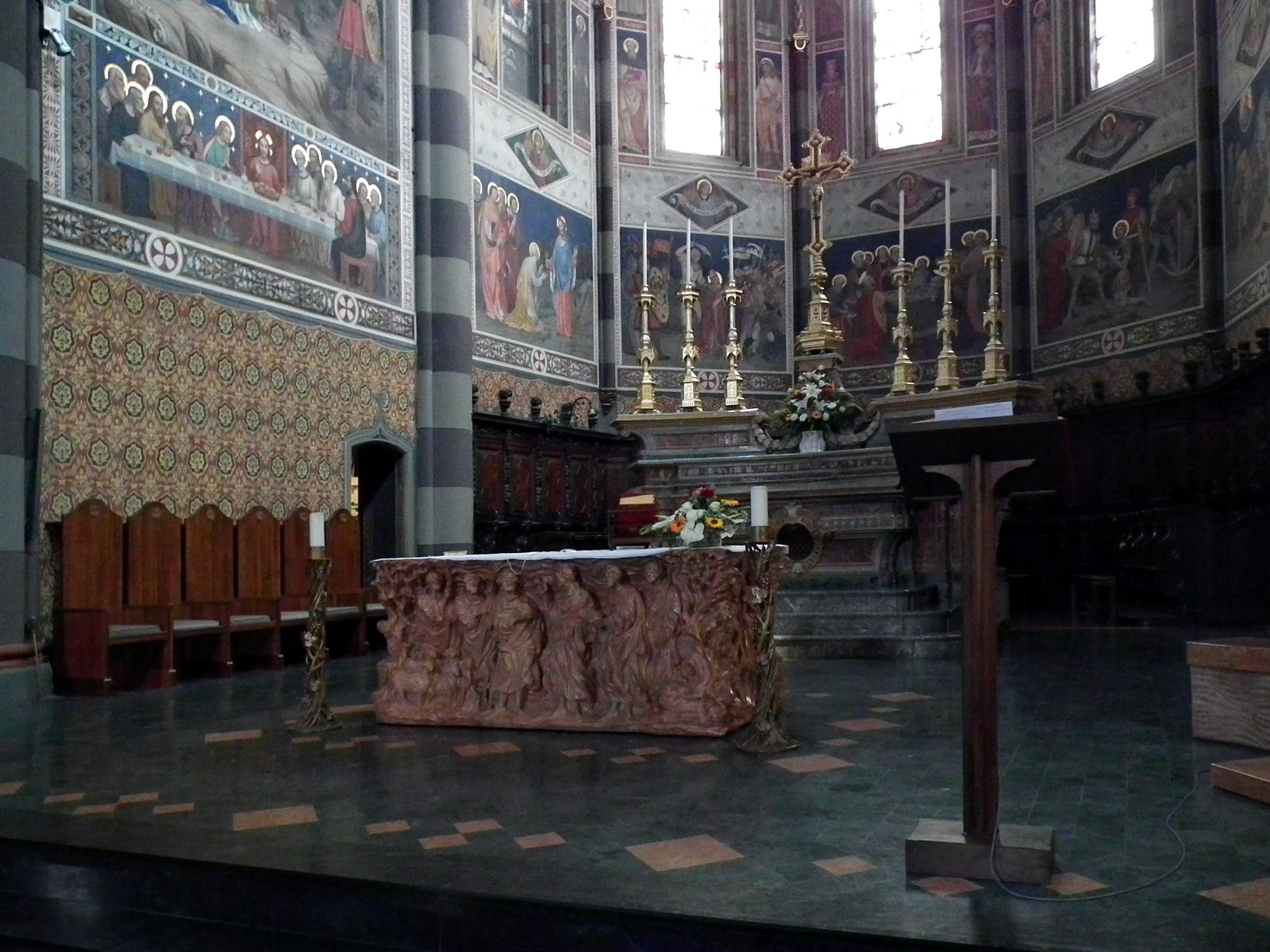
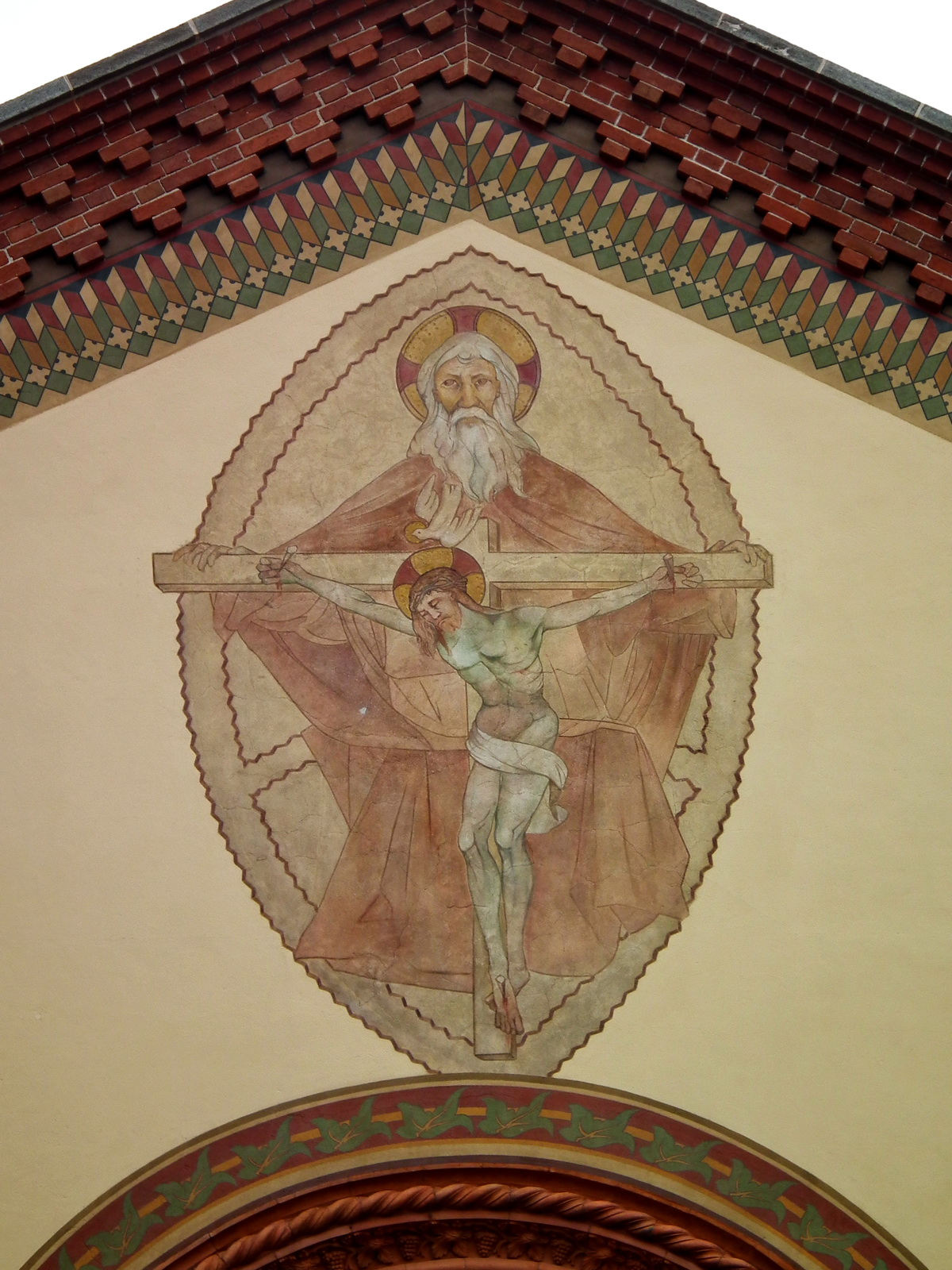
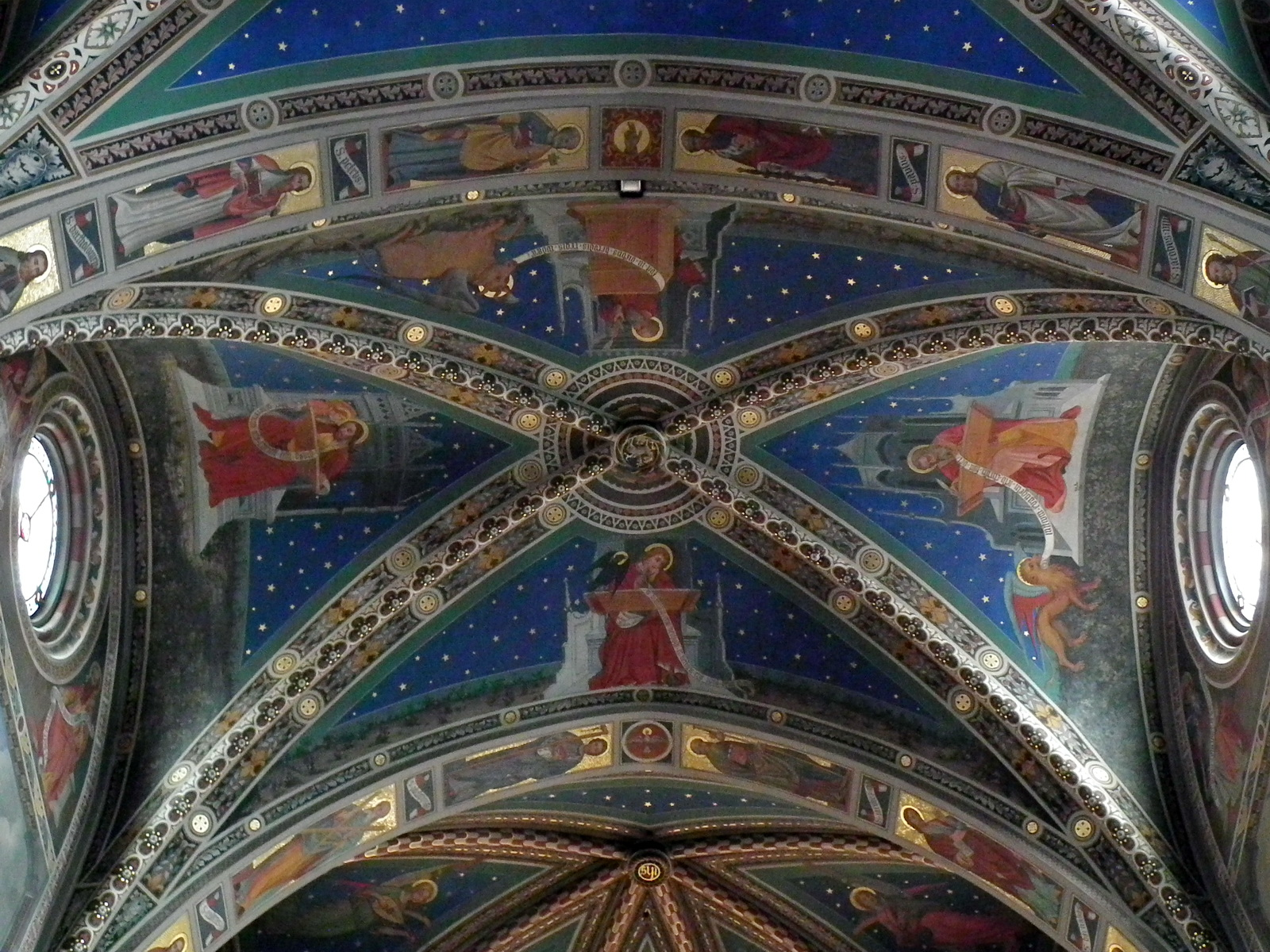
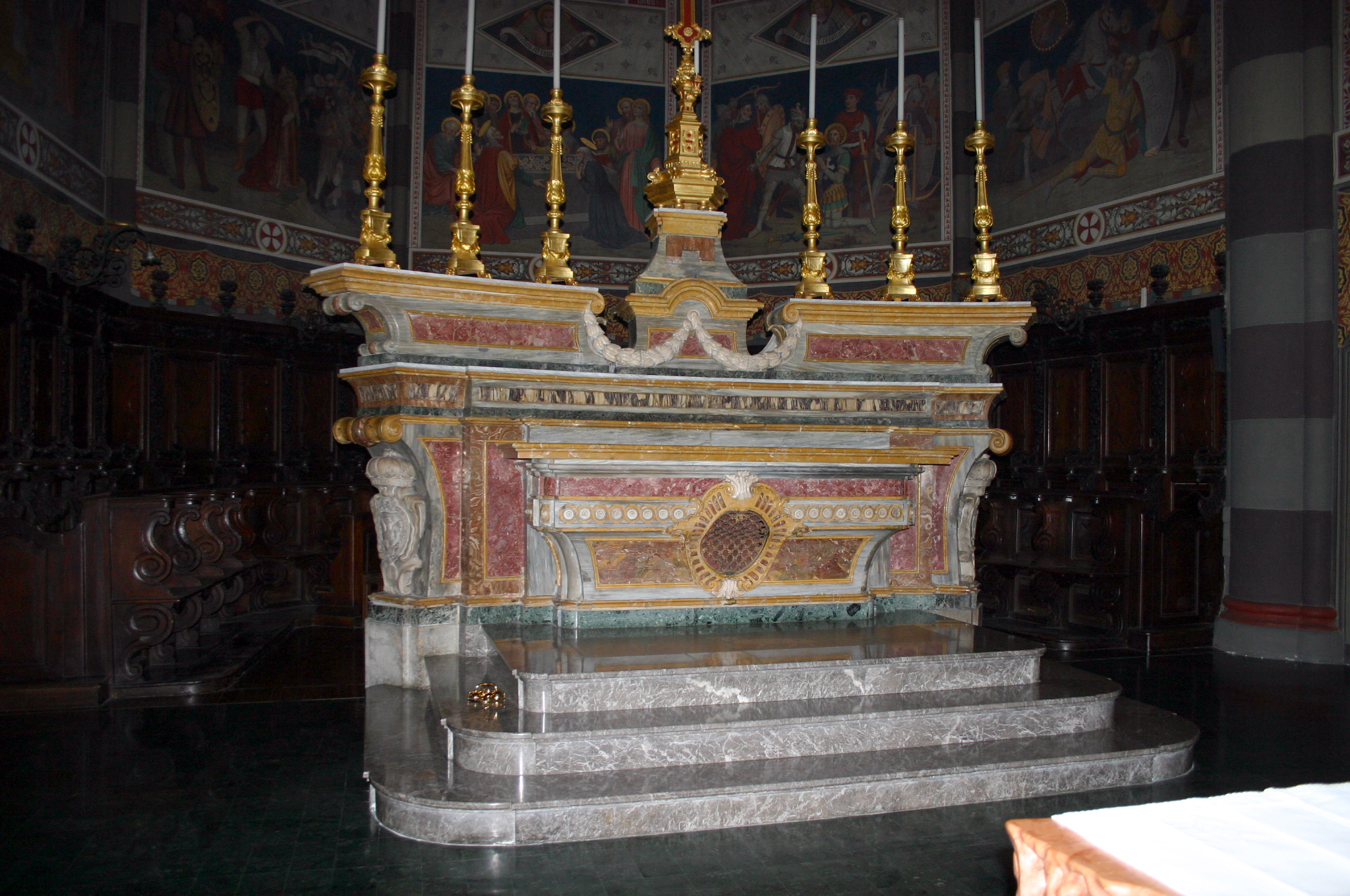
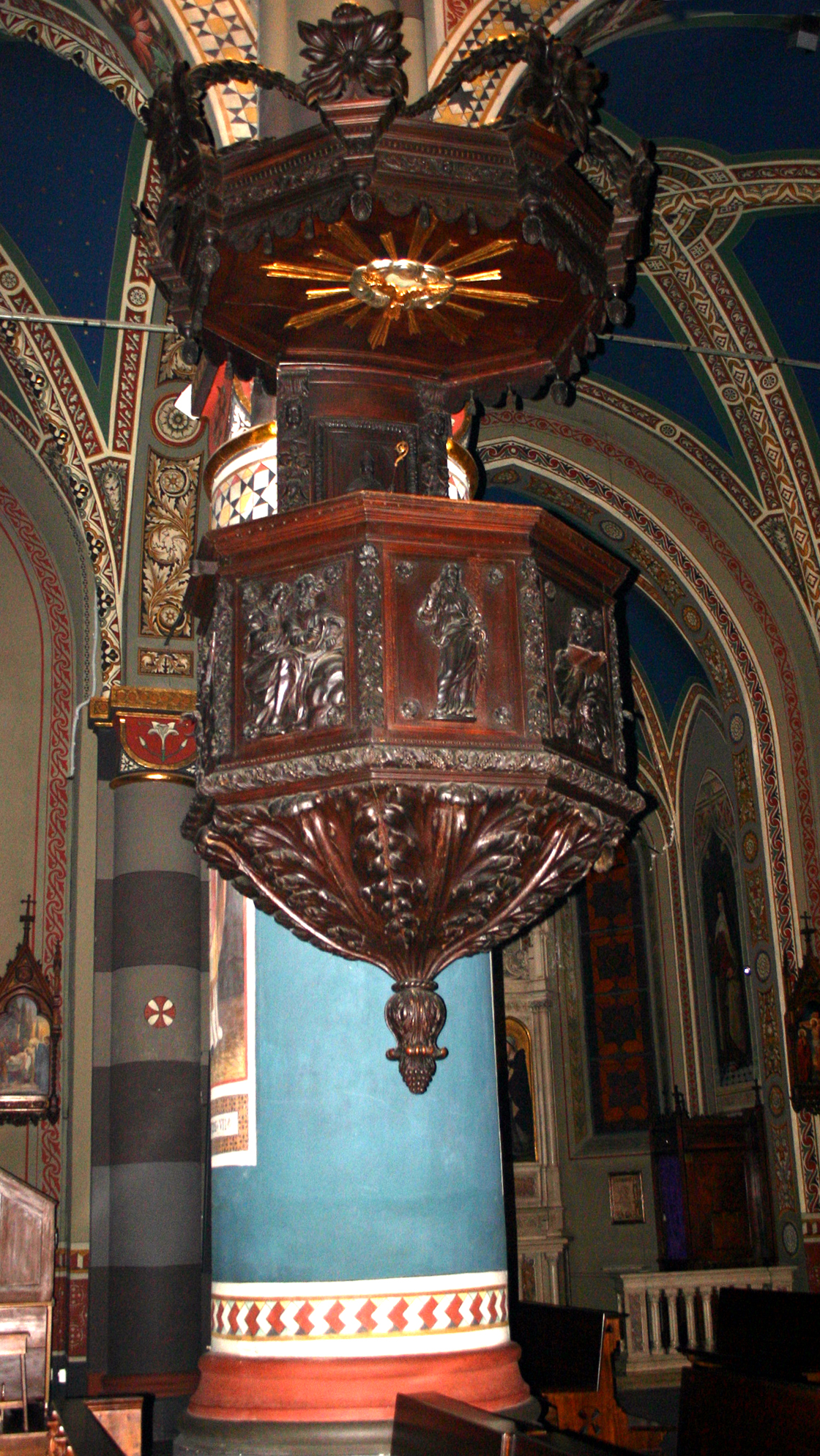